# Aeropuerto de Belgaum
El Aeropuerto de Belgaum (IATA: IXG, OACI: VOBM) es un aeropuerto que atiende a la ciudad de Belgaum (Belagavi), Karnataka, India. Está situado a aproximadamente 12 kilómetros (7 mi) al este de la ciudad. El aeropuerto también alberga un centro de formación para la Fuerza Aérea India.

## Aerolíneas y destinos
Se ofrece servicio a las siguientes ciudades a mayo de 2019.
| Aerolínea    | Destinos        |
| ------------ | --------------- |
| Air India    | Bangalore       |
| Alliance Air | Bangalore, Pune |
| SpiceJet     | Hyderabad       |
| Star Air     | Bangalore       |

## Estadísticas
Ver fuente y consulta Wikidata.